# Ruch egzekucyjny

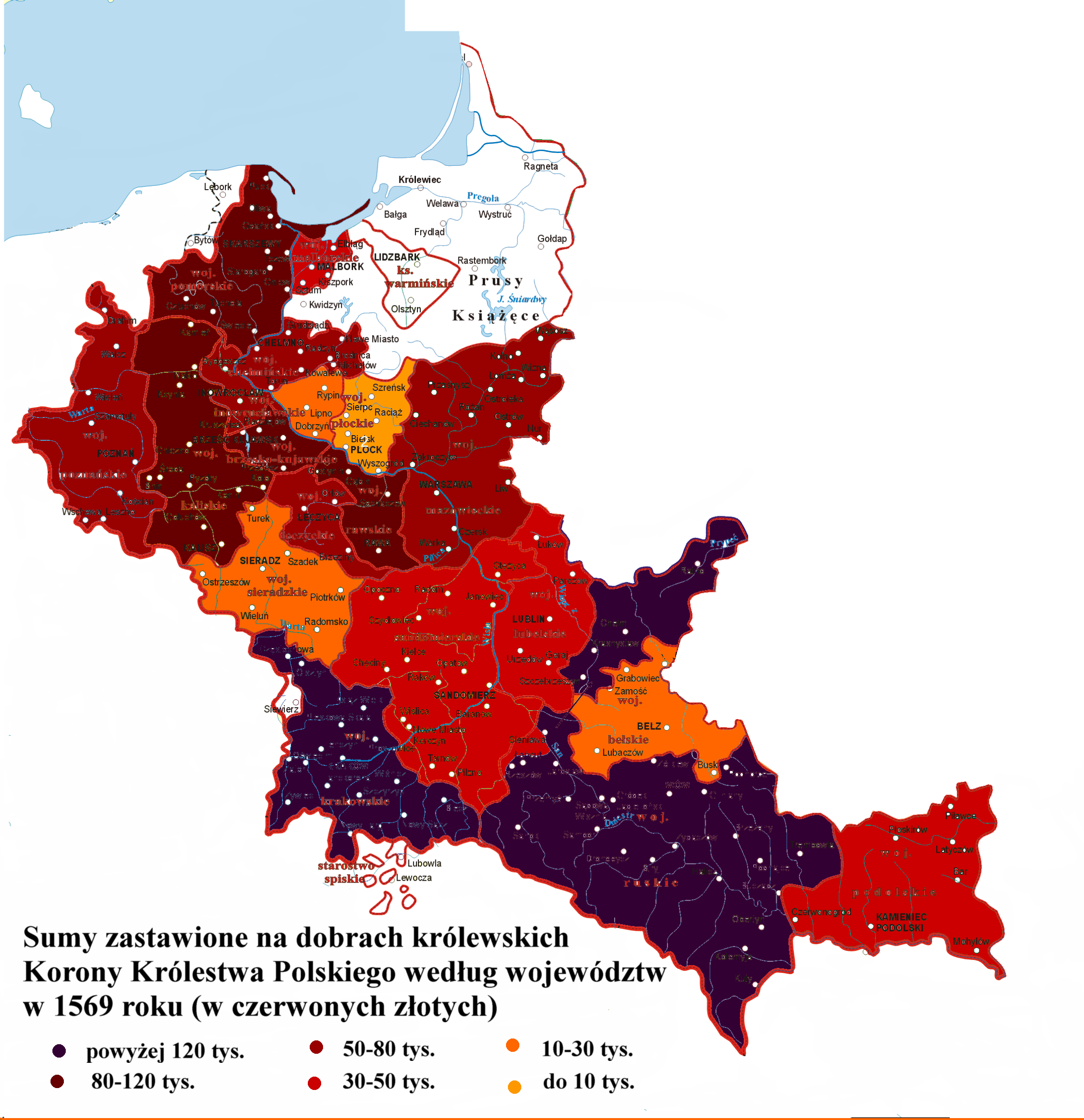
Sumy zastawione na dobrach królewskich
Korony Królestwa Polskiego według województw w 1569 roku (w czerwonych złotych)

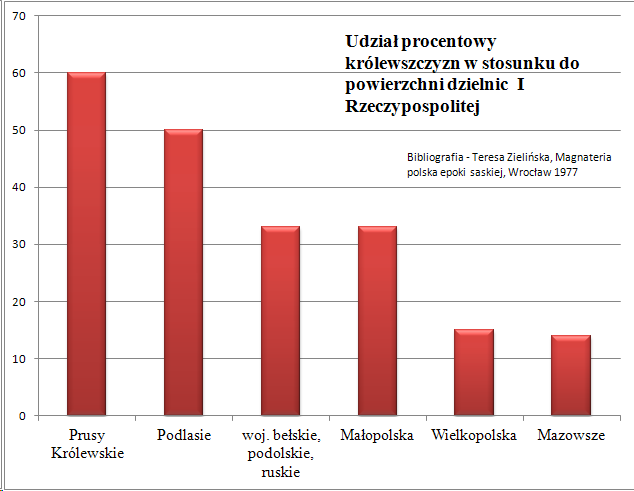
Procentowy udział królewszczyzn w stosunku do powierzchni dzielnic I Rzeczypospolitej

Ruch egzekucyjny (znany także pod hasłem egzekucji praw, egzekucji dóbr, egzekucji dóbr i praw, popularyści, zamojczycy) – ruch polityczny średniej szlachty w XVI w., postulatem którego było przeprowadzenie reform w dziedzinie sądownictwa, skarbowości i wojska oraz żądanie zwrotu nieprawnie trzymanych przez magnatów królewszczyzn i ograniczenia praw Kościoła (suwerenność Polski wobec papiestwa, uszczuplenie niektórych przywilejów Kościoła).

## Postulaty
Ruch ten zakładał istotne zmiany społeczne i polityczne w Rzeczypospolitej. Wśród postulatów wysuwanych przez ruch egzekucyjny były:
- wyegzekwowanie praw i obyczajów zawartych w konstytucjach sejmikowych (czyli dawnych aktach prawnych), a także kodyfikacji prawa, stąd "egzekucja praw"
- zwrot królowi królewszczyzn, nielegalnie zarządzanych przez wielu magnatów, stąd "egzekucja dóbr"
- egzekwowanie prawa o tzw. incompatibiliach (z 1504), czyli zakazu sprawowania przez jedną osobę wielu urzędów, i reguły osiadłości (według której urzędy ziemskie mogły być obejmowane tylko przez szlachtę zamieszkałą na danej ziemi)
- zwiększenie uprawnień Sejmu; programowi egzekucjonistów towarzyszyło hasło nihil novi (nic nowego bez izby poselskiej), wysuwali też postulaty silnego rządu. Egzekucjoniści domagali się udziału całej szlachty w stanowieniu praw. Król miał według nich reprezentować monarchię, senat magnaterię, izba poselska zaś demokrację, a z tych trzech najistotniejszą siłą państwa miała być izba poselska
- zniesienie uprzywilejowania duchowieństwa, opodatkowanie go i sekularyzacja dóbr kościelnych (a konkretnie: sprzeciwiano się egzekucji wyroków sądów kościelnych w sporach o dziesięcinę i inne kwestie ekonomiczne; domagano się, by sołtysi z dóbr kościelnych odbywali służbę wojskową; żądano opodatkowania dziesięcin; postulowano przegląd darowizn na rzecz kościoła; sprzeciwiano się przechodzeniu dóbr szlacheckich na rzecz kościoła; domagano się przestrzegania porozumienia z papieżem w sprawie nominowania na urzędy i godności kościelne; opłaty za objęcie biskupstwa (annaty), dotąd wysyłane do Rzymu, miały być przeznaczane na obronę przed Tatarami)
- unowocześnienie procedury sądowej
- zacieśnienie unii z Litwą
- likwidacja odrębności Prus Królewskich oraz księstw Oświęcimskiego i Zatorskiego
- potwierdzenie elekcyjności (sprzeciw wobec vivente rege)
- uporządkowanie skarbu – rozdzielenie dochodów króla i dochodów państwa oraz przeznaczenie czwartej części państwowych dochodów na wojsko (tzw. wojsko kwarciane)
- utworzenie stałego wojska
- zagwarantowanie wolności wyznania
- wprowadzenie całkowitej wolności celnej, zniesienie podatków wewnętrznych, takich jak myta, cła mostowe
- wzmocnienie pozycji szlachty wobec mieszczan: likwidacja cechów, zakaz posiadania ziemi przez „nieszlachtę”, zwiększenie wolności handlowej dla Żydów (współpracujących ze szlachtą przeciw mieszczanom) oraz wciągnięcie mieszkających w dobrach szlacheckich pod jurysdykcję patrymonialną, wprowadzenie ograniczeń odnośnie do obejmowania stanowisk kościelnych przez nieszlachtę.

## Historia
Możnowładztwo polskie na przełomie XV i XVI wieku dążyło do uzyskania dominującej pozycji w państwie i przekształcenia się w wyższy stan szlachecki. Członkowie ruchu egzekucyjnego domagali się równości całej szlachty, niezależnie od stanu majątkowego, czy wyznania. Powszechne było przekonanie o suwerenności prawa nad królem i elekcyjności tronu. Magnateria chciała wyłączyć szlachtę z rządów w państwie. Aleksander Jagiellończyk przywilejem mielnickim (1501) ograniczał władzę królewską na rzecz senatorów. Nowy system wzbudził niezadowolenie szlachty. Stan szlachecki rozpoczął zorganizowane działania. Nie stawiała się ona na pospolite ruszenie i odmawiała płacenia podatków. Starostowie nie współpracowali z senatem. Zapanowała anarchia w sądownictwie, administracji i skarbie. Na sejmie w 1503 roku Senat próbował zjednać sobie szlachtę, zaostrzając ustawodawstwo dotyczące mieszczan i chłopów. W praktyce władza wymknęła się jednak z rąk Senatu. Zapanował bezwład decyzyjny. Król przebywał na Litwie, walcząc z Wielkim Księstwem Moskiewskim. Pomimo braku sukcesów wojennych i zawarcia niekorzystnego rozejmu w 1503 r., pozycja Aleksandra po powrocie do Polski była silniejsza niż w 1501 roku. Wspierała go zdecydowanie średnia szlachta. Zdołał zbudować silne, oddane mu stronnictwo. Przywódca wielkopolskiej szlachty, Jan Łaski (jego ustawodawstwo z lat 1504–1506 było podstawą żądań egzekucyjnych w latach późniejszych), pokierował „atakiem” szlachty na możnowładztwo małopolskie. W 1504 roku ograniczono rozdawnictwo dóbr królewskich i przekazano kontrolę nad nimi sejmowi. Rozpoczęła się egzekucja samowolnie zagarniętych ziem. Wprowadzono zakaz utrzymywania wielu urzędów w jednym ręku (incompatibilitas). Szlachta odzyskała utracone w 1501 roku przywileje. Ostateczne zwycięstwo szlachta z rodzącego się stronnictwa egzekucyjnego odniosła w 1505 roku na sejmie w Radomiu. Uchwalono wtedy konstytucję „Nihil novi”, która zakazywała królowi uchwalania ustaw bez zgody izby poselskiej i Senatu.
Zygmunt I Stary po upadku projektu reform wojskowo-skarbowych (1512–1514) i odejściu z kancelarii Jana Łaskiego oparł swoją władzę jedynie na magnaterii. Szlachcie nie podobała się również ekonomiczna polityka królowej Bony, próby reformy skarbowej, elekcja „vivente rege” Zygmunta Augusta, łączenie niektórych godności i urzędów. Sprzeciw zaowocował rokoszem szlachty zgromadzonej na pospolite ruszenie pod Lwowem w 1537 roku, tzw. wojną kokoszą. Królowi przedstawiono 36 postulatów związanych z ruchem egzekucyjnym, dotyczących: kodyfikacji prawa, poniechania skupu dóbr przez Bonę, zwolnienia z ciężarów na rzecz Kościoła, wprowadzenia zakazu łączenia niektórych urzędów (incompatibilitas), ustanowienia stałych doradców królewskich. Król potwierdził zasadę elekcyjności tronu i obwarował przepisami skup dóbr przez królową Bonę.
Za Zygmunta II Augusta początkowo nic nie uległo zmianie. W latach 1548–1559 król opierał się na Senacie (zrażony do posłów atakami na jego małżonkę Barbarę Radziwiłłównę). Sejmy szlacheckie wyrażały jawną opozycję wobec władcy. W 1552 roku władca zgodził się jednak na zawieszenie egzekwowania przez starostów wyroków sądów duchownych dotyczących spraw dziesięciny (jeden z postulatów szlacheckiego ruchu egzekucyjnego). Na sejmie w Piotrkowie, który odbywał się w latach 1558–1559, stronnictwo egzekucyjne domagało się wykluczenia biskupów z Senatu, ponieważ zależni byli oni od zagranicznych ośrodków dyspozycyjnych. Uznano wtedy niezależność biskupów polskich od Rzymu, ale nie udało się wykluczyć ich z Senatu. Biskupi złożyli przysięgę na wierność królowi i prawom polskim. Posłowie żądali, by kosztami obrony kraju obciążono także duchowieństwo. Na tym samym sejmie posłowie szlacheccy zaczęli składać przed monarchą dyplomy i akta nadania dóbr królewskich. Za przykładem posłów poszli senatorowie. Król wymógł na posłach i senatorach, by odebrali swe dokumenty. Wreszcie Hieronim Ossoliński przedłożył królowi projekt reformy państwa, w skład którego wchodziła egzekucja praw i dóbr. Projekt ten przewidywał konfiskatę wszystkich królewszczyzn otrzymanych w wieczyste nadanie od czasów Aleksandra Jagiellończyka, utrzymanie nadań dożywotnich z wyjątkiem tych, które zostały przemianowane na wieczyste (te podlegały konfiskacie). Dobra królewskie miały być dzierżawione temu, kto więcej za to zapłaci. Weryfikować zastawy miała specjalna komisja. Sejm jednak zakończył się fiaskiem. Posłów nie zadowoliła propozycja kompromisowego i tymczasowego załatwienia sprawy. Od 1559 roku Zygmunt August zaprzestał w ogóle zwoływania sejmów, dążąc do umocnienia władzy królewskiej.
W 1562 roku w Sandomierzu szlachta zjechała się i postanowiła zwołać sejm niezależnie od decyzji króla. Sytuacja międzynarodowa (wojna z Carstwem Rosyjskim o Inflanty) postawiła sprawę współpracy z sejmem na porządku dziennym. W takiej sytuacji Zygmunt August dokonał zwrotu w swojej polityce. Program egzekucji dóbr został zawarty w Uniwersale królewskim zwołującym sejm na 22 listopada 1562 roku. Król wzywał w nim posłów, aby „nie ostawiali potomkom swoim złota ani srebra, ani też rzeczy, które są czasowi i szczęściu poddane i u niewolników są w podziwieniu, ale zostawiali prawa, sprawiedliwości i wolności doskonałe”. Te słowa przypadły do gustu sejmikującej szlachcie i wybrała ona na posłów szlachtę ze stronnictwa egzekucyjnego. Król przybył na ten sejm w prostym szlacheckim stroju. Jako pierwszą przyjęto uchwałę o egzekucji nadań od czasów Aleksandra Jagiellończyka. Później przystąpiono do próby rewizji nadań wcześniejszych. Problemem stało się zatajanie posiadania dóbr królewskich przez ich posiadaczy. Przedstawiciele Prus Królewskich próbowali wyłączyć te ziemie spod egzekucji. Postanowiono o rewizji, lustracji i odebraniu dóbr koronnych. Uchwały obejmowały swym zasięgiem wszystkie ziemie podległe Zygmuntowi Augustowi, więc także Prusy Królewskie i Prusy Książęce, Księstwo Oświęcimskie i Zatorskie oraz Mazowsze. Uznano, że nie wszystkie dobra mają powrócić do króla natychmiast. Egzekucja miała być kontynuowana na następnym sejmie. Równocześnie sejm ostatecznie zniósł zawieszony wcześniej obowiązek wykonywania wyroków sądów duchownych przez starostów. Dokonano zmian na stanowiskach państwowych, tak żeby nie dzierżono w jednym ręku więcej niż jednego urzędu. Ustalono, że jedna czwarta dochodów z królewszczyzn (tzw. kwarta) przeznaczona będzie na utrzymanie stałej armii (tzw. wojsko kwarciane). Pozwoliło to na utrzymanie jedynie około 4000 żołnierzy do obrony południowo-wschodnich granic Rzeczypospolitej.
Egzekucja była kontynuowana na sejmie warszawskim w latach 1563–1564. Rozpoczęto rewizję nadań w Prusach Królewskich, którą zakończono w przeciągu trzech tygodni. Sejm rewidował kolejno nadania i zastawy w poszczególnych województwach. Na tym sejmie przeprowadzono również reformy skarbowe określające podstawy podatku nadzwyczajnego. Ściągano go od łanów chłopskich, z tym że połowę płacił sam kmieć, a połowę Kościół z dziesięcin.
Po zwycięskiej egzekucji dóbr problemem stało się rozszerzenie unii polsko-litewskiej. Zygmunt II August popierał ścisłą unię pomiędzy oboma krajami i zmierzał do silniejszego ich zespolenia. Szlachta litewska uważała za ideał stan prawny polskiej szlachty i chciała się z nią zrównać, przeciwna unii była litewska magnateria. Scalenie Polski i Litwy poprzedził szereg reform na Litwie: dokonanie pomiaru gruntów, ujednolicenie pozycji chłopów, utworzenie sejmików powiatowych, jednolite sądownictwo dla całej szlachty (dotychczas magnateria podlegała jedynie sądownictwu wielkoksiążęcemu), utworzono urząd kasztelana w każdym województwie, dodano funkcję podkanclerzego. Chcąc przełamać opór szlachty, król w 1564 roku przelał swoje dziedziczne prawa na Litwie na Koronę, a w 1569 roku przyłączył do Korony Wołyń, Podlasie i Ukrainę (województwo bracławskie i kijowskie). W końcu 1 lipca 1569 roku ogłoszona została unia lubelska. Korona Polska i Wielkie Księstwo Litewskie stawały się jednym państwem o strukturze federacyjnej (z oddzielnym wojskiem, skarbem, urzędami centralnymi, a jednym sejmem i królem).

## Osiągnięcia

### Egzekucja i lustracja królewszczyzn
Działalność ruchu egzekucyjnego oraz realizacja jego postulatów w II poł. XVI w. dała istotne efekty. Na sejmie 1563/1564 r. została ostatecznie uchwalona egzekucja dóbr (zwrot nieprawnie dzierżawionych królewszczyzn), nakazano również lustracje królewszczyzn (przegląd i opis dóbr królewskich przez specjalnie powołanych do tego urzędników), a także postanowiono, że 1/4 dochodów (kwarta) z dóbr koronnych zostanie przekazanych na utrzymanie stałego wojska. 

### Unifikacja gospodarcza
Na kolejnych sejmach stopniowo realizowane były postulaty ruchu egzekucyjnego: miary i wagi w państwie zostały ujednolicone, wprowadzono jednolitą monetę (jeszcze za panowania Zygmunta Starego) – floren polski, zwany również czerwonym złotym. 

### Unifikacja polityczna
W 1569 r. ostatecznie została zatwierdzona w Lublinie unia realna z Litwą. Między 1562–1564 do województwa krakowskiego wcielone zostały Księstwo Oświęcimskie i Księstwo Zatorskie. Od roku 1576 Mazowsze zaczęło podlegać prawu koronnemu. Utworzone zostało wojsko kwarciane. Do niewątpliwych osiągnięć ruchu egzekucyjnego należy również wzrost znaczenia izby poselskiej i sejmików oraz, co najważniejsze, wzrost odpowiedzialności narodu politycznego (szlachty) za decyzje państwowe.

### Reforma religijna i sądowa
Na konfederacji warszawskiej w 1573 r. wprowadzono zasadę tolerancji religijnej („nikt nie będzie prześladowany za wiarę”). Duchowieństwo zostało opodatkowane (podatek nadzwyczajny). Zniesiono wykonywanie wyroków sądów kościelnych przez starostów. Zostały powołane sądy najwyższej instancji: w 1578 r. Trybunał Koronny, a w 1581 r. Trybunał Główny Wielkiego Księstwa Litewskiego.  

### Spuścizna
Pomimo upadku ruchu egzekucyjnego i ostatecznego kresu reform w Rzeczypospolitej na długie lata, wiele postulatów wysuwanych przez te stronnictwa przetrwało i unowocześniło ustrój prawny ówczesnej Polski.